# Pherotrichis
Pherotrichis là chi thực vật có hoa trong họ Apocynaceae.